# CSI: Miami (computerspel)
CSI: Miami is een videospel gebaseerd op de gelijknamige televisieserie. Het spel werd ontworpen door 369 Interactive en uitgegeven door Ubisoft voor de PC in 2004.
Het spel is qua speelwijze gelijk aan de andere CSI spellen. De speler neemt de rol aan van een nieuwe rekruut bij de CSI, die eropuit wordt gestuurd om 5 zaken op te lossen. De vijfde zaak blijkt te maken te hebben met de voorgaande vier.

## De zaken

### Case 1 -Lator, Gator
Op de Palm Glen golfbaan wordt een arm gevonden naast het dode lichaam van een alligator. De speler werkt samen met Calleigh Duquesne.

### Case 2 -Crack or Jack
De eigenaar van een nachtclub wordt dood gevonden op de dansvloer in zijn club, klaarblijkelijk gedood door een lamp die van het plafond op zijn hoofd viel. Autopsie wijst echter op een andere doodsoorzaak. De speler werkt samen met Tim Speedle.

### Case 3 -The Hate Boat
Een vrouw wordt dood gevonden op een boot waarvan niemand weet wie de eigenaar is. Ze is blijkbaar gewurgd en heeft een schotwond in het hoofd. De speler werkt samen met Eric Delko.

### Case 4 -Sunstroke
Een man wordt dood gevonden in een ligstoel op het strand buiten zijn huis, met naast hem het dode lichaam van zijn hond. Er zijn geen zichtbare tekenen van moord en de man lijkt aan de hitte te zijn bezweken. De dood van de hond op vrijwel hetzelfde moment maakt de zaak echter verdacht. De speler werkt samen met Yelina Salas.

### Case 5 -Final Judgement
Rechter Lawford wordt dood gevonden achter zijn bureau met een kogelwond in het hoofd. Zijn dood brengt de speler terug bij de verdachten en daders uit de vorige zaken, die de rechter allemaal op een of andere manier leken te kennen. De speler werkt voornamelijk samen met Horatio Caine, maar bij het opnieuw ondervragen van de daders uit de vorige zaken komen ook de andere CSI medewerkers weer voor.

## Ontvangst
| Beoordeeld door                | Datum            | Score |
| ------------------------------ | ---------------- | ----- |
| PC Powerplay                   | januari 2005     | 75%   |
| Jeuxvideo.com                  | 15 februari 2005 | 65%   |
| Adventure Island               | 22 juni 2007     | 65%   |
| FOK!games                      | 2 februari 2005  | 63%   |
| GameSpot                       | 7 december 2004  | 60%   |
| GameBoomers                    | 5 januari 2005   | 58%   |
| Computer and Video Games (CVG) | 26 januari 2005  | 55%   |
| Just Adventure                 | 31 januari 2005  | 42%   |
| GameSpy                        | 8 februari 2005  | 40%   |
| Adventure Corner               | 7 februari 2005  | 40%   |